# Liste der Monuments historiques in Andouillé-Neuville
Die Liste der Monuments historiques in Andouillé-Neuville führt die Monuments historiques in der französischen Gemeinde Andouillé-Neuville auf.

## Liste der Bauwerke
| Bezeichnung | Beschreibung                            | Standort           | Kennzeichnung | Schutzstatus | Datum | Bild           |
| ----------- | --------------------------------------- | ------------------ | ------------- | ------------ | ----- | -------------- |
| Schloss     | Erbaut ab dem Ende des 16. Jahrhunderts | La Magnanne (Lage) | PA00090495    | Inscrit      | 1980  | weitere Bilder |

## Liste der Objekte
- Monuments historiques (Objekte) in Andouillé-Neuville in der Base Palissy des französischen Kultusministeriums